# Tarim
Tarim es una ciudad de Yemen, dentro de la provincia de Hadhramaut conocida por su ferviente religiosidad y por ser puente para la difusión del islam hacia África. Dentro de sus límites hay más de 360 mezquitas y es reconocida por su particular arquitectura donde por ejemplo tiene el minarete de barro más alto del mundo (150 metros).
En julio de 2009 fue elegida para el 2010 como capital de la Cultura Islámica por parte de la ISESCO.

## Galería

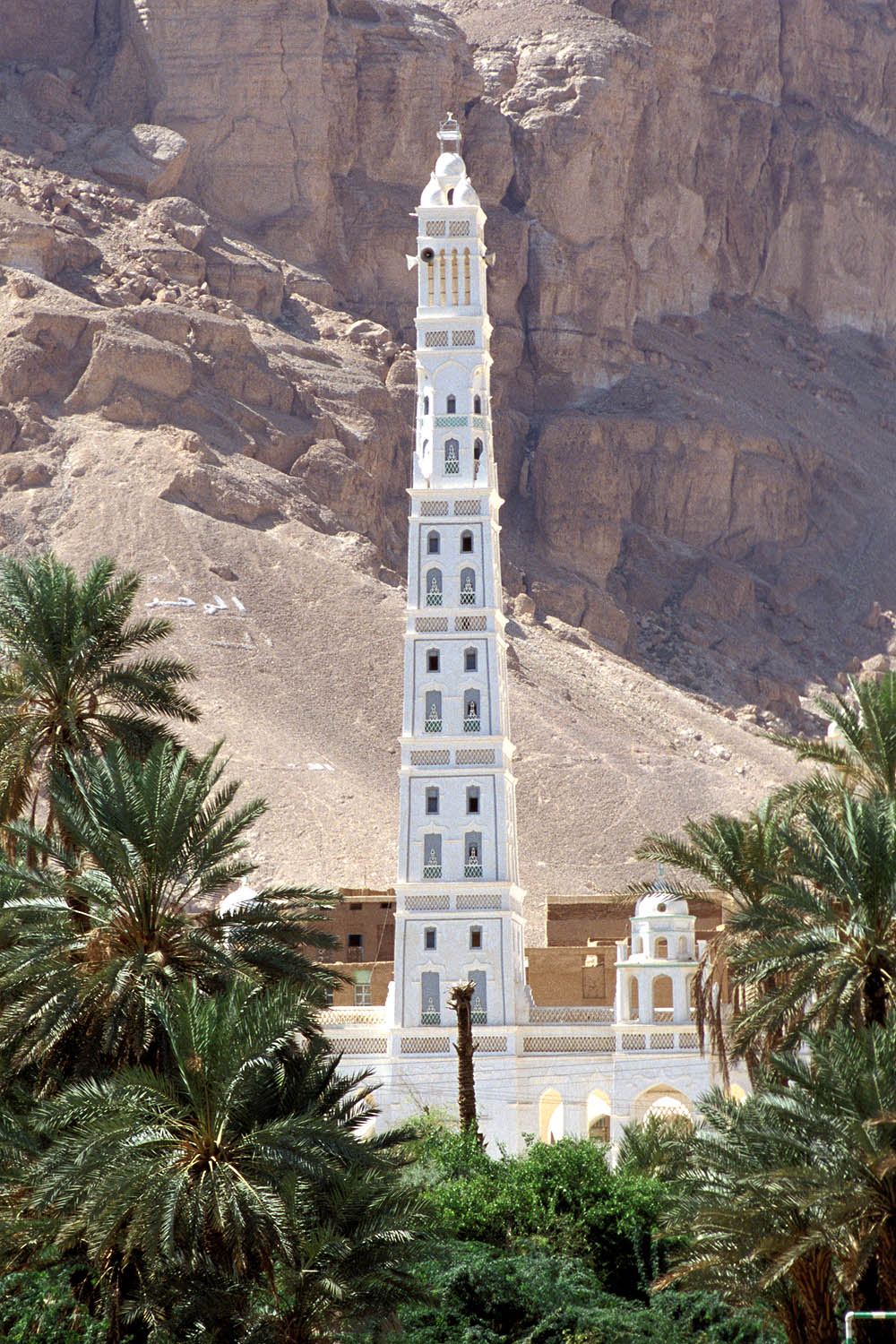
El minarete de Tarim, el más alto del mundo
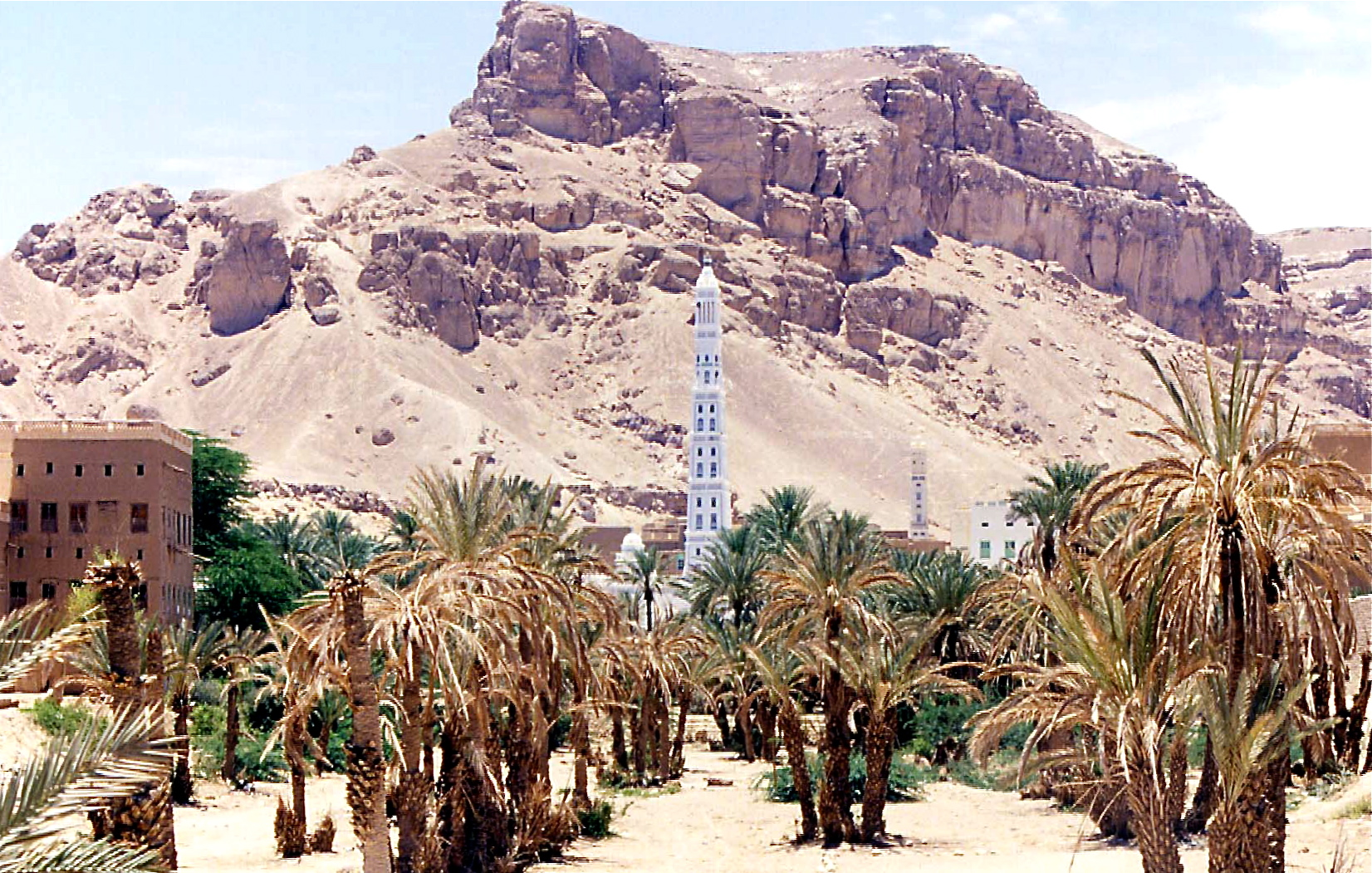
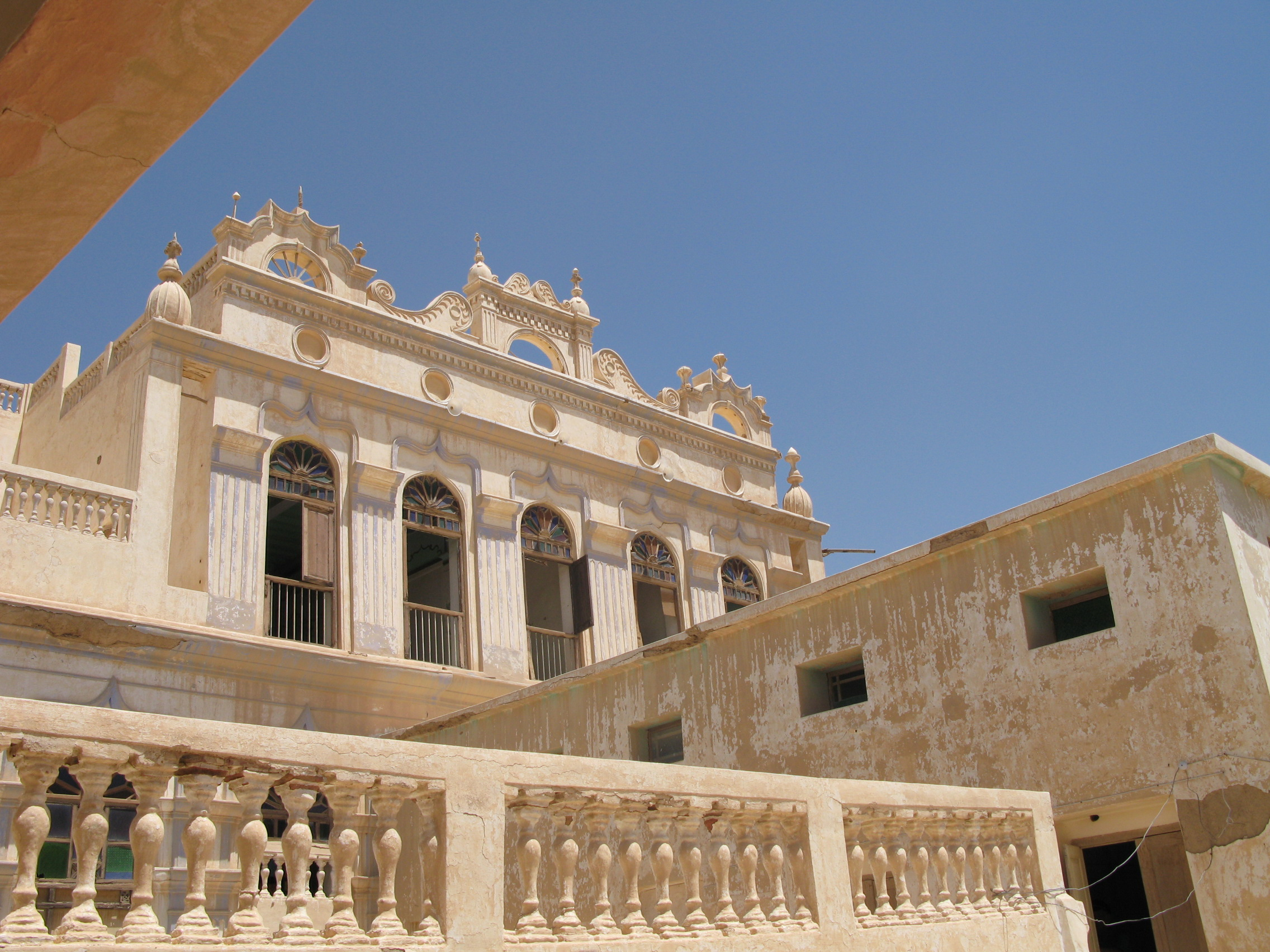